# Vin Denson
Vincent Vin Denson (Chester, 24 novembre 1935) è un ex ciclista su strada britannico.
Professionista dal 1961 al 1969, conta la vittoria di una tappa al Giro d'Italia e un Giro del Lussemburgo.

## Carriera
I principali successi da professionista furono la Bruxelles-Verviers nel 1964, una tappa alla Quattro giorni di Dunkerque, una tappa e la classifica finale del Giro del Lussemburgo nel 1965, una tappa alla Quattro giorni di Dunkerque e una al Giro d'Italia nel 1966 (primo britannico a conseguirla).

## Palmarès
- 1962

3ª tappa Tour d'Aquitaine
- 1964

Bruxelles-Verviers
- 1965

3ª tappa 4 Jours de Dunkerque (Valenciennes > Dunkerque)
3ª tappa Tour de Luxembourg (Bettembourg > Diekirch)
Classifica generale Tour de Luxembourg
- 1966

9ª tappa Giro d'Italia (Napoli > Campobasso)
4ª tappa 4 Jours de Dunkerque

### Altri successi
- 1961

Criterium di Brive
- 1962

Criterium di Châteaurenard
Criterium di Chooz
Criterium di Troyes
Tour de la Bidassoa
- 1964

Criterium di Gentbrugge
- 1965

Criterium di Cluny
Criterium di Wondelgem
- 1966

Criterium di Fréjus
- 1968

Criterium della Birra Vaux

## Piazzamenti

### Grandi Giri
- Giro d'Italia

1966: 40º
1967: ritirato (20ª tappa)
1968: 87º
- Tour de France

1961: ritirato (9ª tappa)
1964: 72º
1965: 87º
1966: fuori tempo massimo (16ª tappa)
1967: ritirato (17ª tappa)
1968: 62º

### Classiche monumento
- Milano-Sanremo

1963: 10º
1967: 83º
- Parigi-Roubaix

1966: 45º
- Giro delle Fiandre

1965: 23º
1966: 18º
1967: 30º
- Liegi-Bastogne-Liegi

1967: 21º

### Competizioni mondiali
- Campionati del mondo

Ronse 1963 - In linea: 33º
Sallanches 1964 - In linea: ritirato
San Sebastián 1965 - In linea: 53º
Nürburgring 1966 - In linea: ritirato
Heerlen 1967 - In linea: ritirato